# Grudnica
Grudnica je naselje na severnem robu Čepovanskega dola ob odcepu ceste Čepovan - Postaja v Občini Tolmin.

## NOB
V vasi sta delovala partizanska osnovna šola in terenski odbor OF. Leta 1943 je bil v Grudnici nekaj časa tudi sedež štaba primorske operativne cone.